# Pierre Surugue
Pour les articles homonymes, voir Surugue.
Pierre Surugue, né en 1728 à Paris, et mort le 30 avril 1786 dans la même ville, est un artiste peintre et un sculpteur français.

## Biographie
Né en 1728 à Paris, Pierre Surugue est le fils et l'élève de Pierre Étienne Surugue,. 
Il étudie à l'École de l'Académie Royale et obtient le deuxième grand prix au concours de sculpture en 1759,, avec Absalon faisant tuer son frère Ammon dans un festin.
Il ne devient pas académicien et prend part aux expositions du Salon de la Correspondance en 1779 avec des bas-reliefs cire : Le Portrait du roi et deux autres représentant La Mort d'Adonis et Hercule aux pieds d'Omphale.
Il est mort le 30 avril 1786 dans sa ville natale,.